# العلاقات الآيسلندية القرغيزستانية
العلاقات الآيسلندية القيرغيزستانية هي العلاقات الثنائية التي تجمع بين آيسلندا وقيرغيزستان.

## مقارنة بين البلدين
هذه مقارنة عامة ومرجعية للدولتين:
| وجه المقارنة                                              | آيسلندا          | قيرغيزستان                      |
| --------------------------------------------------------- | ---------------- | ------------------------------- |
| المساحة (كم2)                                             | 103.00 ألف       | 199.95 ألف                      |
| عدد السكان (نسمة)                                         | 317.35 ألف       | 6.20 مليون                      |
| الكثافة السكانية (ن./كم²)                                 | 3.08             | 31.01                           |
| العاصمة                                                   | ريكيافيك         | بيشكك                           |
| اللغة الرسمية                                             | اللغة الآيسلندية | اللغة الروسية، اللغة القيرغيزية |
| العملة                                                    | كرونة آيسلندية   | سوم قيرغيزستاني                 |
| الناتج المحلي الإجمالي (بليون دولار)                      | 23.91 مليار      | 7.56 مليار                      |
| الناتج المحلي الإجمالي (تعادل القوة الشرائية) بليون دولار | 15.79 مليار      | 20.45 مليار                     |
| الناتج المحلي الإجمالي الاسمي للفرد دولار أمريكي          | 50.17 ألف        | 1.10 ألف                        |
| الناتج المحلي الإجمالي للفرد دولار أمريكي                 | 46.55 ألف        |                                 |
| مؤشر التنمية البشرية                                      | 0.899            | 0.655                           |
| رمز المكالمات الدولي                                      | +354             | +996                            |
| رمز الإنترنت                                              | .is              | .kg                             |
| المنطقة الزمنية                                           | 00، أوروبا/لندن ‏ | ت ع م+06:00                     |

## منظمات دولية مشتركة
يشترك البلدان في عضوية مجموعة من المنظمات الدولية، منها:
| علم المنظمة | اسم المنظمة                        | تاريخ انضمام آيسلندا | تاريخ انضمام قيرغيزستان |
| ----------- | ---------------------------------- | -------------------- | ----------------------- |
|             | مؤسسة التنمية الدولية              | 19 مايو 1961         | 24 سبتمبر 1992          |
|             | يونسكو                             | 8 يونيو 1964         | 2 يونيو 1992            |
|             | وكالة ضمان الاستثمار متعدد الأطراف | 25 سبتمبر 1998       | 21 سبتمبر 1993          |
|             | الأمم المتحدة                      | 19 نوفمبر 1946       | 2 مارس 1992             |
|             | الاتحاد البريدي العالمي            | ?                    | ?                       |
|             | البنك الدولي للإنشاء والتعمير      | 27 ديسمبر 1945       | 18 سبتمبر 1992          |
|             | اتفاقية السماوات المفتوحة          | ?                    | ?                       |
|             | الاتحاد الدولي للاتصالات           | 1 أكتوبر 1906        | 20 يناير 1994           |
|             | منظمة حظر الأسلحة الكيميائية       | ?                    | ?                       |
|             | مؤسسة التمويل الدولية              | 20 يوليو 1956        | 11 فبراير 1993          |
|             | منظمة التجارة العالمية             | ?                    | ?                       |
|             | منظمة الشرطة الجنائية الدولية      | ?                    | ?                       |
|             | منظمة الأمن والتعاون في أوروبا     | 25 يونيو 1973        | 30 يناير 1992           |

## وصلات خارجية
- موقع وزارة الخارجية الآيسلندية
- موقع وزارة الخارجية القيرغيزستانية